# Барендрегт, Йохан
Йохан Барендрегт (нидерл. Johan Teunis Barendregt; 16 февраля 1924 — 2 января 1982) — нидерландский шахматист, международный мастер (1962).
В составе сборной Нидерландов участник 10-й Олимпиады (1952) и 3-го командного чемпионата Европы (1965).

## Изменения рейтинга
| Графики недоступны из-за технических проблем. См. информацию на Фабрикаторе и на mediawiki.org. |